# Coupe d'Europe des vainqueurs de coupe masculine de handball 1987-1988
Navigation
Coupe des Coupes 1986-1987 Coupe des coupes 1988-1989
La Coupe d'Europe des vainqueurs de coupe masculine de handball 1987-1988 est la 13e édition de la Coupe d'Europe des vainqueurs de coupe masculine de handball.
Organisée par la Fédération internationale de handball (IHF), la compétition est ouverte à 26 clubs de handball d'associations membres de l'IHF. Ces clubs sont qualifiés en fonction de leurs résultats dans leur pays d'origine lors de la saison 1986-1987.
Elle est remportée par le club soviétique du SKA Minsk, vainqueur en finale du club ouest-allemand du TV Großwallstadt.

## Résultats

### Tour préliminaire
| Équipe 1              | Score   | Équipe 2                | Aller | Retour |
| --------------------- | ------- | ----------------------- | ----- | ------ |
| HV Aalsmeer           | ?? – ?? | Manchester Univ Salford | 32-11 | ??-??  |
| IF Urædd Porsgrunn    | 42 – 41 | Warta Göteborg          | 22-21 | 20-20  |
| Yago Dublin           | 26 – 86 | Stjarnan Garðabær       | 13-42 | 13-44  |
| Hapoël Rishon LeZion  | ?? – ?? | Doukas Athènes          | ??-?? | 21-18  |
| Politehnica Timișoara | 53 – 39 | Balkan Lovetch          | 27-20 | 26-19  |
| Benfica Lisbonne      | 31 – 50 | Club Atlético de Madrid | 20-21 | 11-29  |
| HC Baník Karviná      | 42 – 36 | ASKÖ Linz               | 23-10 | 19-26  |
| Kyndil Tórshavn       | 29 – 37 | Sasja Anvers            | 14-19 | 15-18  |
| Kiffen Helsinki       | 28 – 52 | Holte IF                | 17-27 | 11-25  |
| US Créteil            | 47 – 45 | Cividin Trieste         | 23-21 | 24-24  |

Le SKA Minsk, le RK Medveščak Zagreb, le SC Leipzig, le Raba ETO Györ, le BSV Berne et le TV Großwallstadt sont directement qualifiés pour les huitièmes de finale.
Les statistiques concernant l'US Créteil sont :
- match aller à Créteil, US Créteil bat Cividin Trieste 23-21 (12-11) : Stéphane Huet (9, dont 5 pen.), Marc-Henri Bernard (5), Andrzej Tłuczyński (pl) (3), Chupin (3), Pascal Mahé (2), Philippe Desroses (1), Frédéric Perez (GB).
- match retour à Trieste, Cividin Trieste et US Créteil 24-24 (10-8) : Pascal Mahé (6), Andrzej Tłuczyński (pl) (6), Marc-Henri Bernard (3), Philippe Germain (3, dont 1 pen.), Patrick Lasfont (2), Stéphane Huet (2), Hassen Bouaouli (1), Thierry Anti (1), Frédéric Perez (GB).

### Huitièmes de finale
| Équipe 1              | Score   | Équipe 2                | Aller | Retour |
| --------------------- | ------- | ----------------------- | ----- | ------ |
| HV Aalsmeer           | ?? – ?? | SKA Minsk               | 22-28 | ??-??  |
| Stjarnan Garðabær     | 35 – 35 | IF Urædd Porsgrunn      | 20-19 | 15-16  |
| RK Medveščak Zagreb   | ?? – ?? | Hapoël Rishon LeZion    | ??-?? | ??-??  |
| Politehnica Timișoara | 39 – 39 | SC Leipzig              | 23-17 | 16-22  |
| Raba ETO Györ         | 37 – 39 | Club Atlético de Madrid | 24-15 | 13-24  |
| BSV Berne             | 35 – 41 | HC Baník Karviná        | 22-23 | 13-18  |
| Holte IF              | 39 – 28 | Sasja Anvers            | 23-9  | 16-17  |
| US Créteil            | 39 – 59 | TV Großwallstadt        | 17-30 | 22-29  |

Les statistiques concernant l'US Créteil sont :
- match aller à Créteil le 2 novembre 1987, TV Großwallstadt bat US Créteil 30-17 (13-6) : Andrzej Tłuczyński (pl) (5), Philippe Desroses (3), Stéphane Huet (3), Philippe Germain (3), Pascal Mahé (2), Marc-Henri Bernard (1), Frédéric Perez (GB).
- match retour en Allemagne de l'Ouest le 8 novembre 1987 : TV Großwallstadt bat US Créteil 29-22.

### Quarts de finale
| Équipe 1                | Score   | Équipe 2         | Aller | Retour |
| ----------------------- | ------- | ---------------- | ----- | ------ |
| IF Urædd Porsgrunn      | 43 – 61 | SKA Minsk        | 20-33 | 23-28  |
| RK Medveščak Zagreb     | 35 – 33 | SC Leipzig       | 19-14 | 16-19  |
| Club Atlético de Madrid | 38 – 41 | HC Baník Karviná | 17-19 | 21-22  |
| Holte IF                | 28 – 46 | TV Großwallstadt | 15-23 | 13-23  |

### Demi-finales
| Équipe 1         | Score   | Équipe 2            | Aller | Retour |
| ---------------- | ------- | ------------------- | ----- | ------ |
| SKA Minsk        | 61 – 46 | RK Medveščak Zagreb | 35-23 | 26-23  |
| TV Großwallstadt | 49 – 29 | HC Baník Karviná    | 28-13 | 21-16  |

### Finale
La finale est remportée par le SKA Minsk : battus de 3 buts par le TV Großwallstadt lors du match aller en Allemagne, les Soviétiques du SKA Minsk s'imposent nettement lors du match retour 27-15 (13-8) et remportnt la coupe des coupes sur le score total de 48-39,
| Équipe 1         | Score   | Équipe 2  | Aller           | Retour         |
| ---------------- | ------- | --------- | --------------- | -------------- |
| TV Großwallstadt | 39 – 48 | SKA Minsk | 24 – 21 (12-10) | 15 – 27 (8-13) |

Le SKA Minsk, entraîné par Spartak Mironovitch et vainqueur de la Coupe des clubs champions (C1) la saison précédente, était à l'époque notamment composé de joueurs comme Sergueï Bebechko, Konstantine Charovarov (de), Iouri Chevtsov, Anatoli Galouza (de), Mikhaïl Iakimovitch, Alexandre Karchakevitch, Georgi Sviridenko (de) ou Alexandre Toutchkine. Du côté du TV Großwallstadt, on trouvait notamment les frères Michael et Ulrich Roth ainsi que Martin Schwalb.